# Plage de Collignon
Pour les articles homonymes, voir Collignon.
 (novembre 2012).
Si vous disposez d'ouvrages ou d'articles de référence ou si vous connaissez des sites web de qualité traitant du thème abordé ici, merci de compléter l'article en donnant les références utiles à sa vérifiabilité et en les liant à la section « Notes et références ».
La plage de Collignon est une plage de France donnant sur la Manche située dans la ville de Cherbourg-en-Cotentin, plus précisément dans la commune déléguée de Tourlaville dans le département de la Manche et en région Normandie. Elle doit son nom à l'entrepreneur A. Collignon qui dirige, de 1889 à 1895, les travaux de construction de la digue de l'Est, fermant en partie la rade de Cherbourg.
C'est sur cette plage qu'eurent lieu les 25 et 26 septembre 1836 les premières courses officielles au trot en France, à l'initiative d'Éphrem Houël, alors directeur du haras de Saint-Lô.
Le samedi 14 septembre 2024, plus de 100 personnes s'y sont rassemblées en opposition au projet d'installation d'un parc d'activités près de la plage.